# Jan Mulder
Jan Mulder (ur. 3 października 1943 w Diever) – holenderski polityk, inżynier, poseł do Parlamentu Europejskiego w latach IV, V, VI i VII kadencji.

## Życiorys
W 1970 ukończył studia z zakresu inżynierii rolnictwa. Do 1975 był asystentem z ramienia Organizacji Narodów Zjednoczonych do spraw Wyżywienia i Rolnictwa (FAO) w Kenii. Następnie pracował przez rok w holenderskim Ministerstwie Spraw Zagranicznych, a w latach 1976–1994 w Komisji Europejskiej.
Przystąpił do centroprawicowej i liberalnej Partii Ludowej na rzecz Wolności i Demokracji, w latach 1977–1988 stał na czele jej brukselskiej sekcji.
W 1994, 1999 i 2004 uzyskiwał mandat posła do Parlamentu Europejskiego z listy ugrupowania VVD. W VI kadencji PE przystąpił do grupy Porozumienia Liberałów i Demokratów na rzecz Europy. Przez trzy lata był wiceprzewodniczącym Komisji Budżetowej. W PE zasiadał przez trzy pełne kadencje do 2009. Bez powodzenia ubiegał się o reelekcję. W 2010 powrócił jednak do Europarlamentu, zastępując Jeanine Hennis-Plasschaert.